# 馬里昂縣 (愛阿華州)
馬里昂縣（英語：Marion County）是位於美國愛荷華州中南部的一個縣。面積1,478平方公里。根據美國2000年人口普查，共有人口32,052人。縣治諾克斯維爾（Knoxville）。
成立於1845年6月10日。縣名紀念美國獨立戰爭時期將領法蘭西斯·馬里昂（Francis Marion），另一說是紀念一位無名的殖民者。